# Telecinco
Telecinco est une chaîne de télévision généraliste commerciale privée espagnole. Elle appartient au groupe Mediaset España.

## Historique

### Tele 5

#### 1989 - 1992
En août 1989, le gouvernement socialiste de Felipe González lance la libéralisation de la télévision espagnole, jusqu'alors monopole d'État. Il crée trois nouvelles licences d'émission accordées à Antena 3, Canal+ Espagne et Tele 5. Le groupe Gestevision Telecinco, devenu Mediaset España Comunicación, avec un capital de 12 millions de pesetas (75 000 euros) a obtenu sa licence pour la diffusion le 25 août 1989. Les actionnaires lors du lancement étaient :
- Fininvest à 25 %
- ONCE à 25 %
- Ediciones Anaya à 25 %
- Montréal Juan Fernández à 15 %
- Ángel Medrano à 10 %

Le directeur de l'ONCE a été nommé président de la chaîne et Valerio Lazarov, qui était responsable de Canale 5, a été nommé directeur général (à noter que le directeur de l'ONCE a été président de la chaîne jusqu'en 1993).
La chaîne a commencé ses programmes d'essai le 10 mars 1989 et plus tard, elle a commencé ses programmes réguliers le 3 mars 1990 à 20h, avec la présentation d'un gala inaugural ¡Por fin juntos!, présenté par Victoria Abril et Miguel Bosé depuis le théâtre Lope de Vega à Madrid. Le gala a été suivi d'un film et d'un combat de boxe. Les premières émissions n'étaient disponibles seulement à Madrid et à Barcelone y la programmation ne démarrait qu'en soirée.
La première étape de cette chaîne s'inspire de la chaîne italienne Canale 5, également possédé par Silvio Berlusconi. Elle s'y est inspirée au niveau programmation et esthétique (abordant un logo presque similaire, avec un 5 et une fleur, voir la liste des logos).
Avec le slogan un pantalla amiga (ton ami l'écran), la chaîne a offert une programmation généraliste qui reposait surtout sur le divertissement. Les divertissements dominants étaient VIP, Tutti Frutti, Su media naranja, Telecupón, Humor Amarillo (Takeshi's Castle),...
La programmation s'est ensuite complétée avec des films à thèmes avec Cine 5 estrellas (Cine 5 étoiles), Cine 5 fiesta (Cine 5 fête) ou encore Cine 5 corazón (Cine 5 cœur). Le Cine 5 de Telecinco était comparable à celui de La Cinq.
À partir de novembre 1990 arrivent les séries étrangères avec Twin Peaks et Beverly Hills 90210.
Avec cette programmation, Tele 5 connaît rapidement une grande popularité et son audience a plus que triplé, passant de 6,5 % en 1990 à 20,8 % en 1992. Elle se convertit durant ces années-ci en la première chaîne privée d'Espagne, en dépassant TVE 1 aux audiences.

### Telecinco
En 1997, la chaîne change complètement d'image, passant de la marque Tele 5 à l'actuel Telecinco. Le nouveau logo de la chaîne abandonne l'identité commune aux chaînes de Silvio Berlusconi en Europe (grand cinq et fleur du groupe Mediaset utilisés par Canale 5 en Italie, Tele 5 en Allemagne et La Cinq en France).
En 2000, Telecinco a été la première chaîne de télévision espagnole à diffuser une émission de télé-réalité, avec le programme Gran Hermano. Après le succès de celle-ci, Telecinco a continué à diffuser plus régulièrement des émissions de télé-réalité.
De 2004 à 2008, la chaîne a diffusé le championnat du monde de Formule 1.
Depuis le 1er avril 2010, la chaîne est diffusée intégralement au format 16/9.
Depuis le 20 septembre 2010, la chaîne est également diffusée au format HD 1080i.

### Identité visuelle (logo)

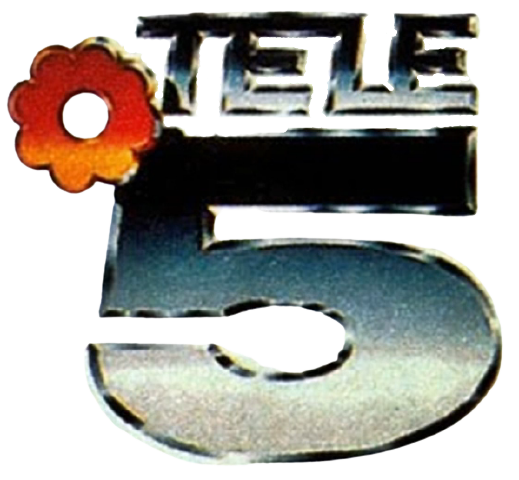
Logo de Tele 5, présenté au concours public pour l'obtention d'une licence de télévision[1], et des tests de diffusion qui ont eu lieu du 10 mars 1989 au 3 mars 1990
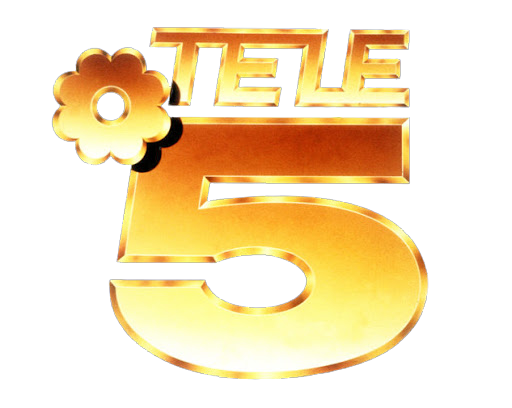
Logo de Tele 5 du 3 mars 1990 au 28 février 1997
Logo de Telecinco de 28 février 1997 à 2001
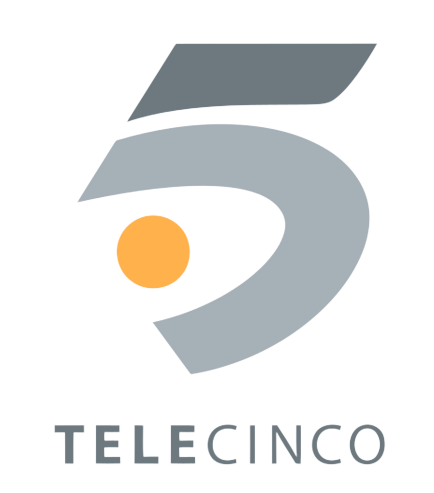
Logo de Telecinco de 2001 à 2003
Logo de Telecinco de 2003 au 31 août 2008
Logo de Telecinco du 1er septembre 2008 au 6 février 2012
Logo de Telecinco du 6 février 2012 au 2 septembre 2024
Logo de Telecinco depuis le 2 septembre 2024

## Organisation

### Dirigeants
Présidents :
- Valerio Lazarov : 1990-1994
- Maurizio Carlotti : 1994-1998
- Paolo Vasile : 1998-2022
- Borja Prado : depuis 2022

Directeurs de l'information :
- Pedro Piqueras : depuis 2006

### Capital
Telecinco appartient à 100 % au groupe Gestevisión Telecinco dont le capital est détenu à 50,13 % par Mediaset, à 36,87 % par Free-Float et à 13 % par le groupe Vocento.
Depuis 2002, Mediaset est propriétaire de la majorité absolue de la chaîne (passant de 40 % à 52 %), grâce à une loi de José María Aznar qui permet aux actionnaires de posséder la majorité d'une chaîne de télévision.
Le groupe, coté à la Bourse de Madrid depuis le 24 juin 2004, contrôle un certain nombre de filiales : Atlas (agence de presse), SALTA (producteur de programmes de télévision), Grupo Editorial Telecinco GET (exploitation commerciale des œuvres musicales sur la chaîne), UNE (réseau de télévisions locales), Publiespaña (gestion de publicité), Publimedia Gestión (commercialisation de supports multimedia) et Europortal Jumpy España (site Telecinco.es).

## Programmes
Telecinco diffuse de l'information, des divertissements, du sport, des films et des séries. Au début, elle a disposé du catalogue de programmes de Mediaset et a donc diffusé des films et séries également diffusés sur les antennes de ses « cousines » Canale 5 et La Cinq comme la série Twin Peaks et certains dessins animés.

### Émissions
- Operación Triunfo : télé-réalité diffusée pendant trois saisons sur La 1.
- Gran Hermano : émission de télé-réalité présentée par Mercedes Milá, similaire à Loft Story.
- El programa de Ana Rosa : présentée par Ana Rosa Quintana.
- Sálvame (programa de televisión) : présentée par Jorge Javier Vázquez, c'est le programme jugé le plus trash en Espagne[Par qui ?].
- Vuélveme loca
- Pasapalabra : jeu pouvant ressembler à Tout le monde a son mot à dire, le concept est de trouver le mot associé à la lettre et au sujet. Ce jeu est présenté par Christian Gálvez. Le jeu était précédemment sur la chaîne Antena 3.
- Más que baile
- Mujeres y hombres y viceversa
- De buena ley
- Enemigos íntimos

### Séries
- Aída : premier spin-off de la série 7 vidas.
- Les Experts
- Les Experts : Miami
- Les Experts : Manhattan
- Hospital Central
- La que se avecina
- 2007-2011 : Escenas de Matrimonio
- Pasión de gavilanes

## Audiences
La chaîne fait face à des difficultés financières qui se notent dans sa grille, leader depuis des années, elle est en forte perte d'audience en 2013, sa concurrente, Antena 3 avec 12,6 % récupère la première place, laissant Telecinco en deuxième place avec 12,2 % d'audience.[réf. nécessaire]

## Controverses

### Critiques
Telecinco est l'une des chaînes les plus critiquées en Espagne[réf. nécessaire]. Elle fait face à beaucoup de pression de la part de certaines associations qui font disparaître les annonceurs publicitaires. En 2012, Telecinco a dû arrêter l'un de ses programmes phares diffusé chaque samedi soir, La Noria, après que la chaîne a rémunérée une personne liée a l'assassinat de Marta del Castillo dans le cadre d'une interview. Elle est critiquée pour ses programmes, considérés comme anti-culturels. La chaîne a eu des procès à plusieurs reprises.
Henri Madelin, rédacteur en chef de la revue Études, observe qu'à partir des années 1990 TéléCinco et Antena 3 se sont mises à « imiter les pires errements d’une certaine télévision américaine », diffusant les images de faits divers (« on a pu voir ainsi un renard mis en pièces par des chiens surexcités, un vol de voiture, un homme broyé par un véhicule de course lancé à toute allure, une nageuse dont la cuisse est dévorée par un requin.... ») pour capter l'attention des téléspectateurs.

## Diffusion
La chaîne est diffusée en version SD et 1080i HD. Il est aussi possible de la capter à Andorre.

## Annexe